# Arctolamia fasciata
Arctolamia fasciata es una especie de escarabajo longicornio del género Arctolamia, tribu Lamiini, orden Coleoptera. Fue descrita por Gestro en 1891.

## Descripción
Mide 22-40 mm de longitud.

## Distribución
Se distribuye por Asia: China, Malasia, Birmania y Vietnam.